# نبض الخطر (رواية)
رواية نبض الخطر (بالإنجليزية: The Pulse of Danger)‏ هي رواية للكاتب الأسترالي جون كليري. نشرت عام 1966.